# 河辺忠夫

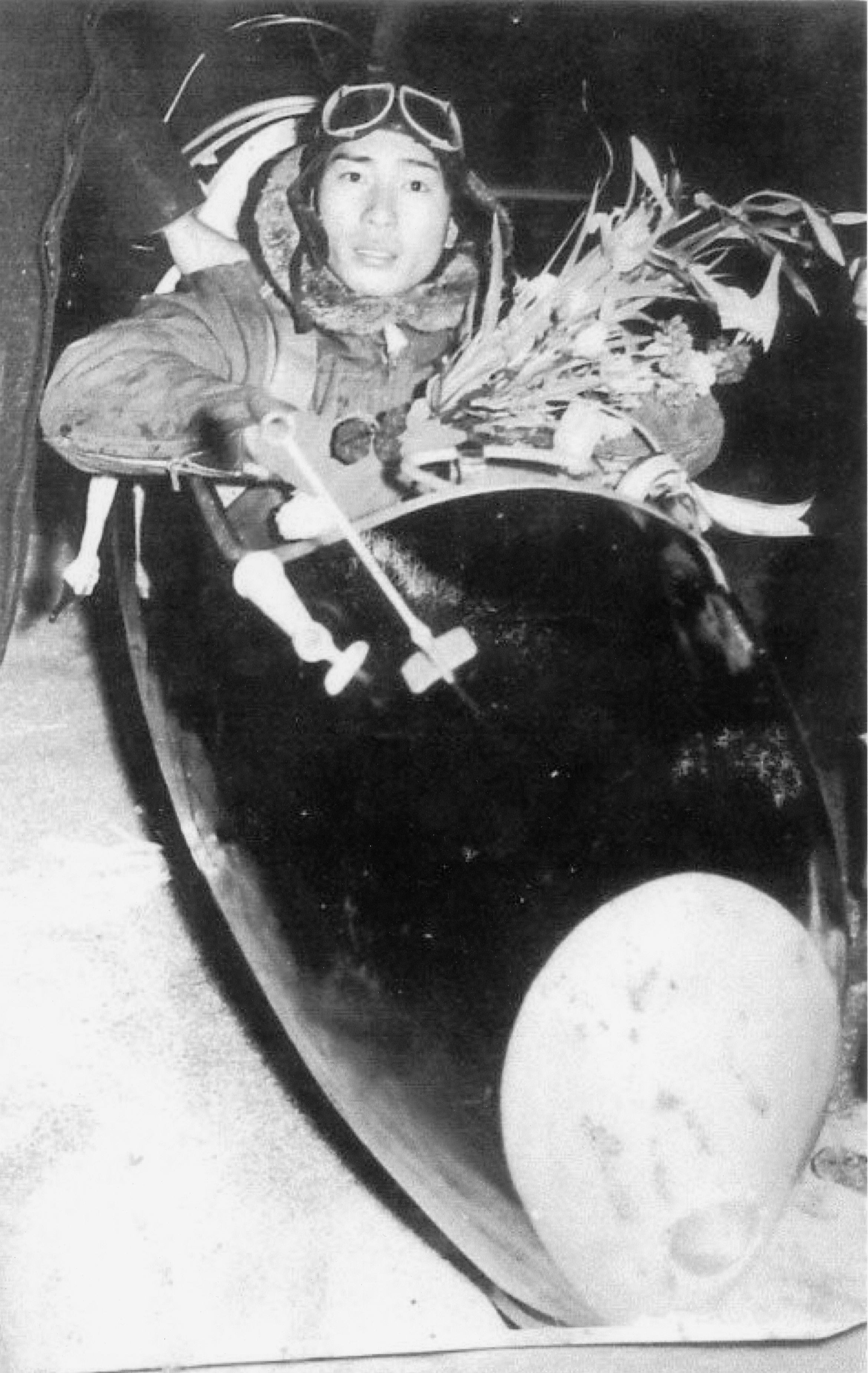
河辺忠夫滑空士、記録達成直後

河辺 忠夫（かわべ ただお、1920年4月1日 - 1984年10月10日）は、日本の操縦士である。1941年（昭和16年）2月7日から8日にかけて、滞空時間13時41分08秒の日本公認滑空機滞空日本新記録を達成した。

## 人物・来歴
- 1920年（大正9年）4月1日 - アメリカにて生誕。
- 1937年（昭和12年）3月 - 福岡県立筑紫中学校卒業。
- 1937年（昭和12年）4月 - 東京都亜細亜飛行学校入学。
- 1939年（昭和14年）4月 - 大日本青年航空団福岡支部入団。
- 1941年（昭和16年）2月 - 大日本青年航空団福岡支部発注の高性能滑空機にて滑空機滞空日本記録樹立。
- 1941年（昭和16年）4月 - 兵庫県加古川にて大日本帝国陸軍入隊。
- 1941年（昭和16年）7月 - 岐阜飛行学校編入。
- 1942年（昭和17年）6月 - スマトラ、ジャワへ落下傘部隊搬送、フィリピン・ペリリュー島駐在、南方戦地へ。
- 1945年（昭和20年）8月 - 福岡にて終戦。
- 1948年（昭和23年） - 博多にて「河辺モータース」開業。
- 1952年（昭和27年） - 日米平和条約締結で再度航空機従事となる。戦後2番目の滑空機SM206型で飛行、九州一周。東京都大和航空入社。
- 1955年（昭和30年） - 東京都大和航空解散にて退社。
- 1960年（昭和35年） - 「バッテイングマシーン」の開発。
- 1961年（昭和36年） - 「(有)西日本アイデアセンター」を設立。
- 1965年（昭和40年） - 「西日本アイデアセンター」を「㈱アイデイア技研」に変更。
- 1984年（昭和59年）10月10日 - 福岡市にて没

## 滑空日本記録挑戦
河辺忠夫一級滑空士（所属大日本青年航空団福岡支部）は1941年（昭和16年）2月7日、午前10時26分55秒耳納山系発心山域（草野町字丸山、通称グライダー山）より福岡市の前田航研工業製作、九州帝国大学航空工学科教授の佐藤博設計監修の、前田式703型、機体番号A-1606滑空機（グライダー）に搭乗、地元草野町の応援協力のもと発航した。

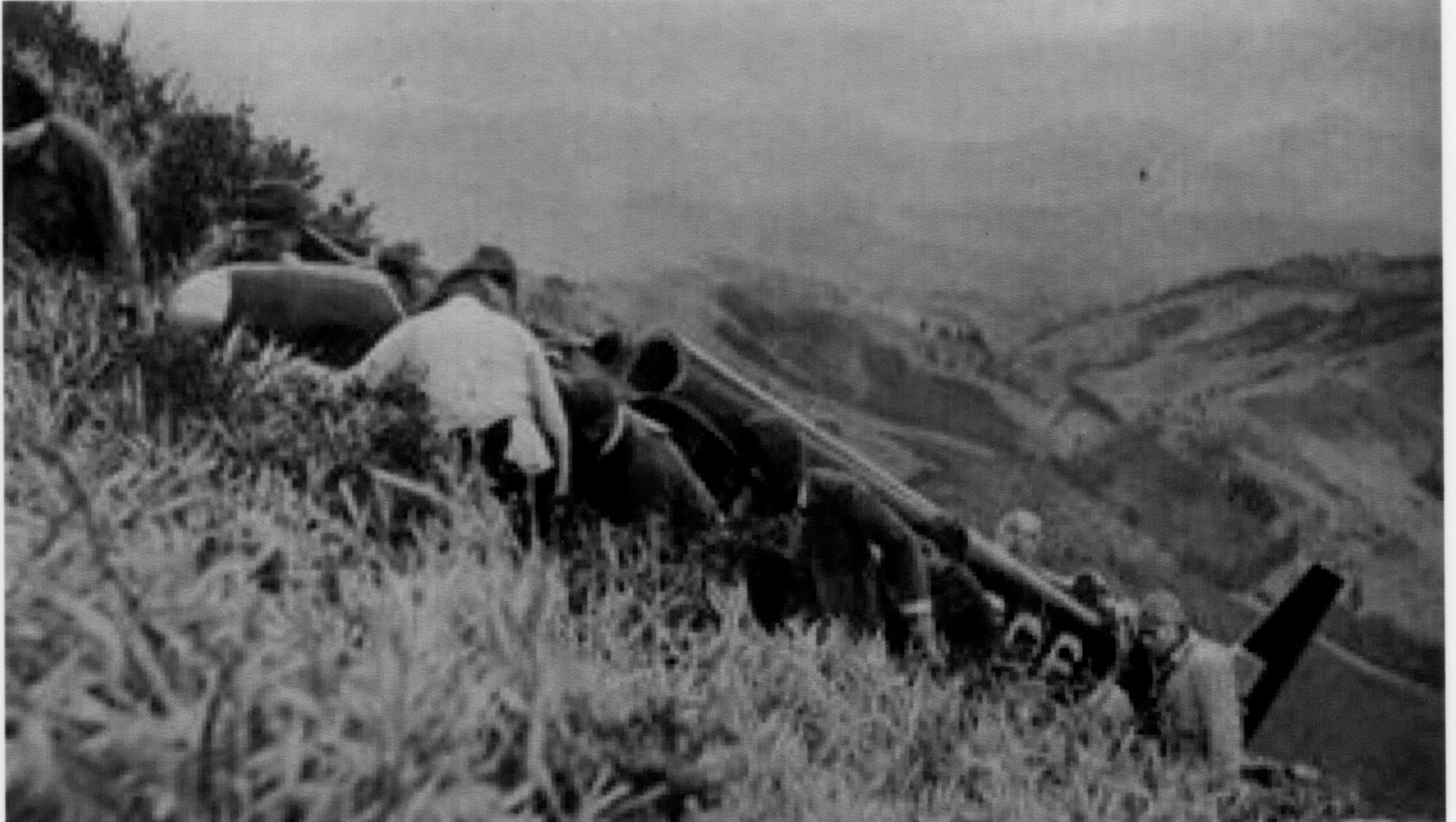

### 失敗に終わった1回目の発航
2月7日の発航の前に失敗した発航が有った。1月18日に草野町に機体を搬入した後、山上に運び上げ期待の気圧配置と風力を待ったがなかなか期待通りの風に恵まれず1月29日午後5時15分1回目の発航に踏み切ったがこの発航は失敗に終わり山上での機体の修理に追われる事になった。短い時間のなか低い温度とテントの中という悪条件下折れた翼の補助桁、リブ5 - 6本が前田航研作業員により接着修理が行われた。
この件に関し河辺自身が軍隊日記の中で当時を振り返り手記を残している。手記には、発航に適する場所の選定、着陸場所の確認と夜間着陸を想定して夜間照明地点を定めた経緯が綴られている。此処に記録達成から1年後に書かれた日記を引用する。原文は旧仮名遣いだが出来るだけ原文に忠実に現代風に書き改めた。
昭和16年2月7日帆走飛行をかえり見る・・・
一年経つのでもう詳しいことは記憶に残っていない。記録を作ろうと言うことはかねがね念願だったが大日本青年航空団 に入っていよいよ実行に移すとなったのが12月頃だったと思う多分12月だったと思う（正月前だったから）一人で耳納山を見学に行った、高良山の方面を見て良いところがあった7 - 8メートルの風に帽子を上に投げあげると急に上昇し笹の葉陰にサッとかくれたと思うともういくら探しても自分の手元には返ってこなかった、困ったことには西山さんの物を借りて来たのだから 。とうとう姉にも言わずにどうにかこうにかごまかしてしまったが本当にすまなかった。まあまあこの事はいつか姉に笑い話するときが来るだろう、それまでまとうかと!
髪は、1寸5分程記録飛行の準備にと、生まれて初めて伸ばしているし帰りにはノーハットで少し変だった。
2度目の視察は僕と、武中氏、蔵原氏、森氏、山内と5人、今度は方向を変えて草野町から発心山に登り又草野町に降り来たんだがこの見物で大体、本部を草野町、発航地を発心山を離れること500メートルの最良の地点と決めることが出来た。
一方工場の方では機体の制作を急ぐし、設備を施すし、検査を受けて草野町に機体運搬したのが夜12時頃、町長上野久守方に機体人員とも一泊する。（1月18日と思う）
早速翌日山上に運搬、僕と山内氏は筑後川原、太朗原着陸場巡視、夜間照明地点を決めて帰る。
山を見ると2つの白い翼が思ったより非常に早く自分たちが帰る頃には山頂に着いていた。皆に感謝したい様な気だった事を今でも忘れぬ。
早速飛ぶ予定だったが風が出ぬので一旦全員引き上げ自分と、西さん、山内さんと3人で長期抗戦する事にした。
そのうち、前田さんも時どき様子見に来ていたが、いつもしょんぼりと引き上げていく。
1月25日頃だったか、気圧配置も良いし山頂よりスタートしたが、ゴム索引者が雑木やささの中でV字型を開いた為尾部保持ロープをほどいても、力なく45度の斜面を、ほとんど浮力無くササの葉を翼下面としてたたきながら滑っていると左翼端をつげの木に引っかけ180度旋回、方向舵を下にして滑り始めた。このまま谷底までと思っているうちに補助翼と主翼の間に雑木が食い込み、補助桁と小骨5，6本を破損してようやくストップした。
これで第一回目は失敗。
やはり気が進まぬ時に、飛ぶ物ではない。（風が少ないから高度を上げる事が出来ない事が解っていたから）—河辺忠夫、河辺軍隊日記
河辺は巧みな操縦で気流をとらえ地上との無線通信手段の無い中深夜に及ぶ滑空を続けた。日没17時50分、深夜に至り搭乗機寒暖計で零下10度を示すなか、2月8日未明午前0時08分03秒、善導寺町古北の浜（筑後川の河畔）に地元住民協力のたき火の明かりを頼りに無事着陸。滞空時間13時間41分08秒の日本公認滑空機滞空日本新記録を達成した（内夜間滞空時間6時12分03秒）。

### 滑空機の日本記録
1940年（昭和15年）1月19日、美津濃グライダー製作所尼崎工場所属吉川精一一級滑空士は、美津濃301型ソアラーで9時間57分30秒の滑空機滞空日本新記録、絶対高度2,810m、獲得高度2,320mの日本新記録達成を皮切りに第二次世界大戦前の記録ラッシュが続き、1941年（昭和16年）1月26日、美津濃グライダー製作所所属、常国隆二級滑空士による10時間33分30秒の滑空機滞空日本新記録並びに、未公認ながら3,600m絶対高度滑空機日本新記録（美津濃301型）、更に前述の記録達成の2時間後、大阪飛行少年団教官、金光漢二級滑空士（免許返納中）により、搭乗機（アカシヤ式巻雲1型）で、11時間40分の滑空機滞空日本新記録更新と続いた。
河辺の記録は、第二次世界大戦後の1953年（昭和28年）2月27日に小田勇特級滑空士（1942年（昭和17年）免許）に28時間08分の滑空機滞空日本新記録により更新されるまで12年間日本の公認滑空機滞空日本新記録を保持した。
近年においては、滑空機の滞空時間更新は機体の性能向上、原則滑空機の夜間飛行禁止などでスポーツとしての滑空競技は、滑空士の生命の危険を伴う体力の限界に挑む滞空競技から、三角点飛行や距離飛行、目的地飛行などとなり小田勇滑空士の記録を以て新たな挑戦は行われていない。
河辺忠夫一級滑空士、二等航空士は記録達成時満20歳で、1920年（大正9年）4月1日生誕の満20歳10ヶ月あまりでの記録であった。

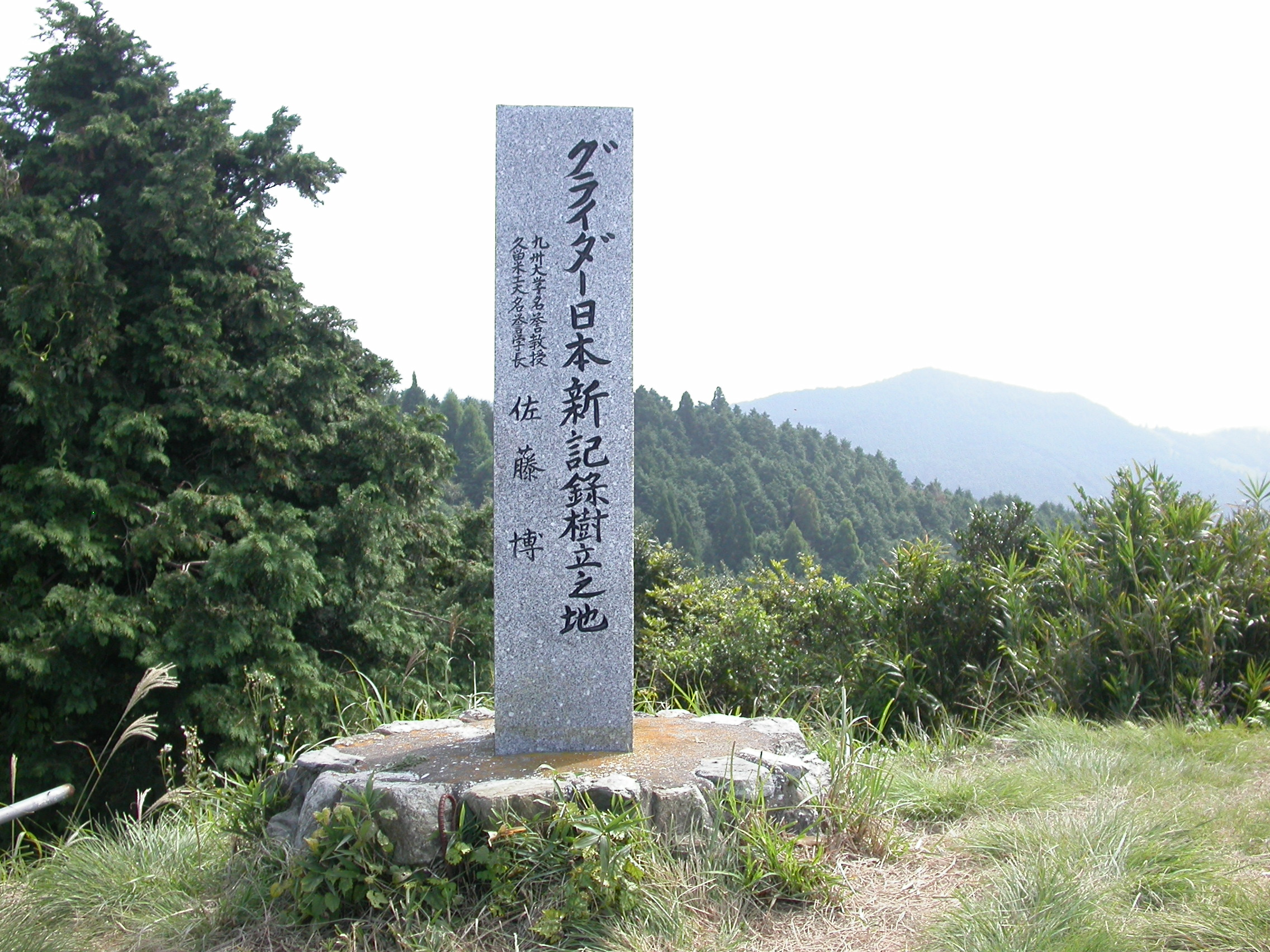
久留米市草野町グライダー山の顕彰碑

### グライダー山
発航の地、グライダー山は、現在久留米市草野町と八女郡上陽町の境、発心山山頂より西に約1000メートル、標高約643メートル、北緯33°17′55.92″ 東経130°38′14.58″
当時の発航地点には名前が無く字名を丸山とされていた、日本公認記録達成後、グライダー山の名前が広がった。現在のグライダー山は絶好の地形でスカイスポーツの拠点となっている。また、1988年（昭和63年）2月8日草野町、町並みを守る会、会長（当時）鹿毛鶴之助（記録達成時15歳）の発案で佐藤博教授揮毫による顕彰記念碑が建っている。鹿毛鶴之助は、草野町に古くから続いた旧家の当主で自宅は福岡県有形文化財指定を受けている。

### 搭乗機

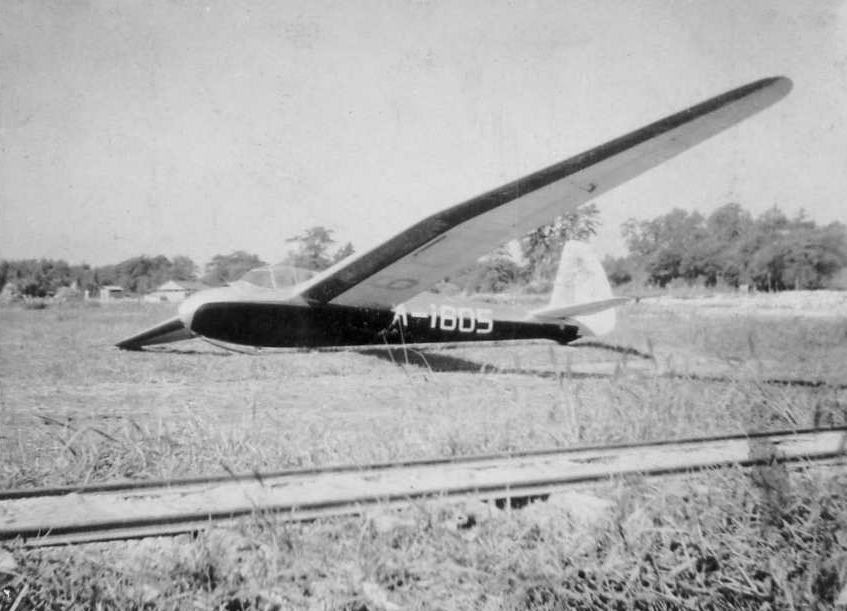
前田式703型姉妹機A-1605ガル翼

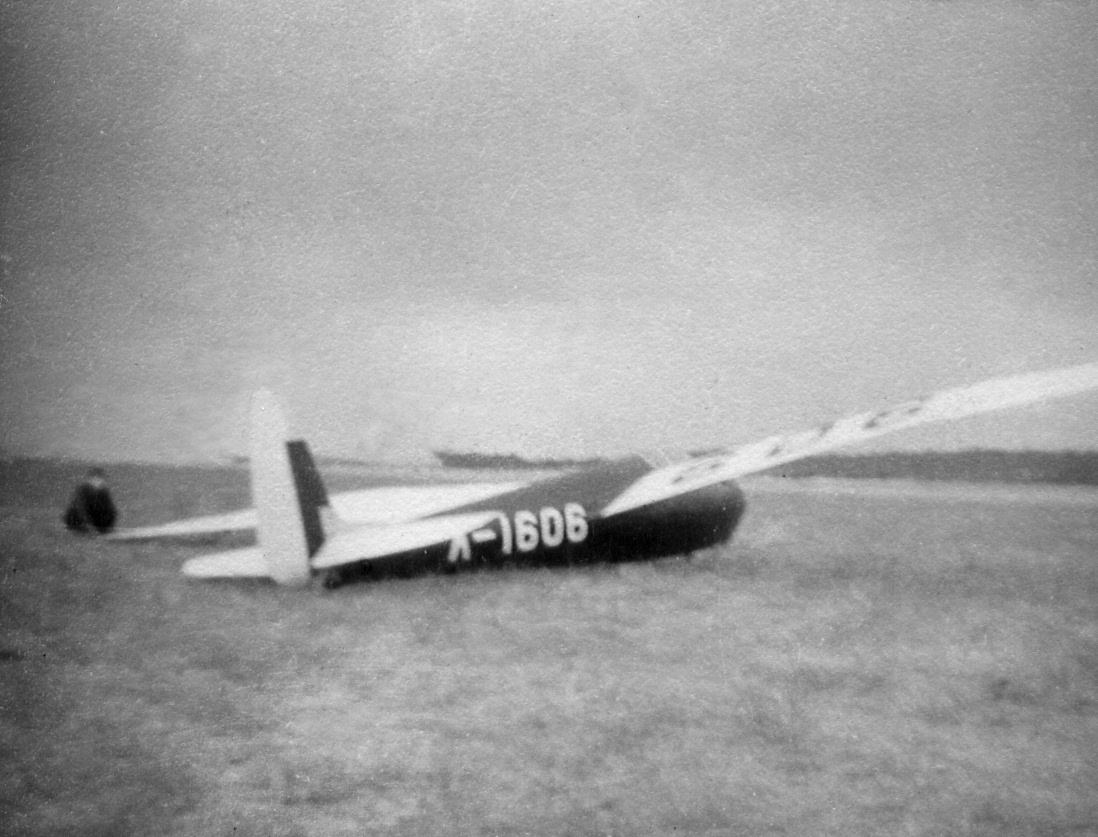
前田式703型記録達成機A-1606ガル翼

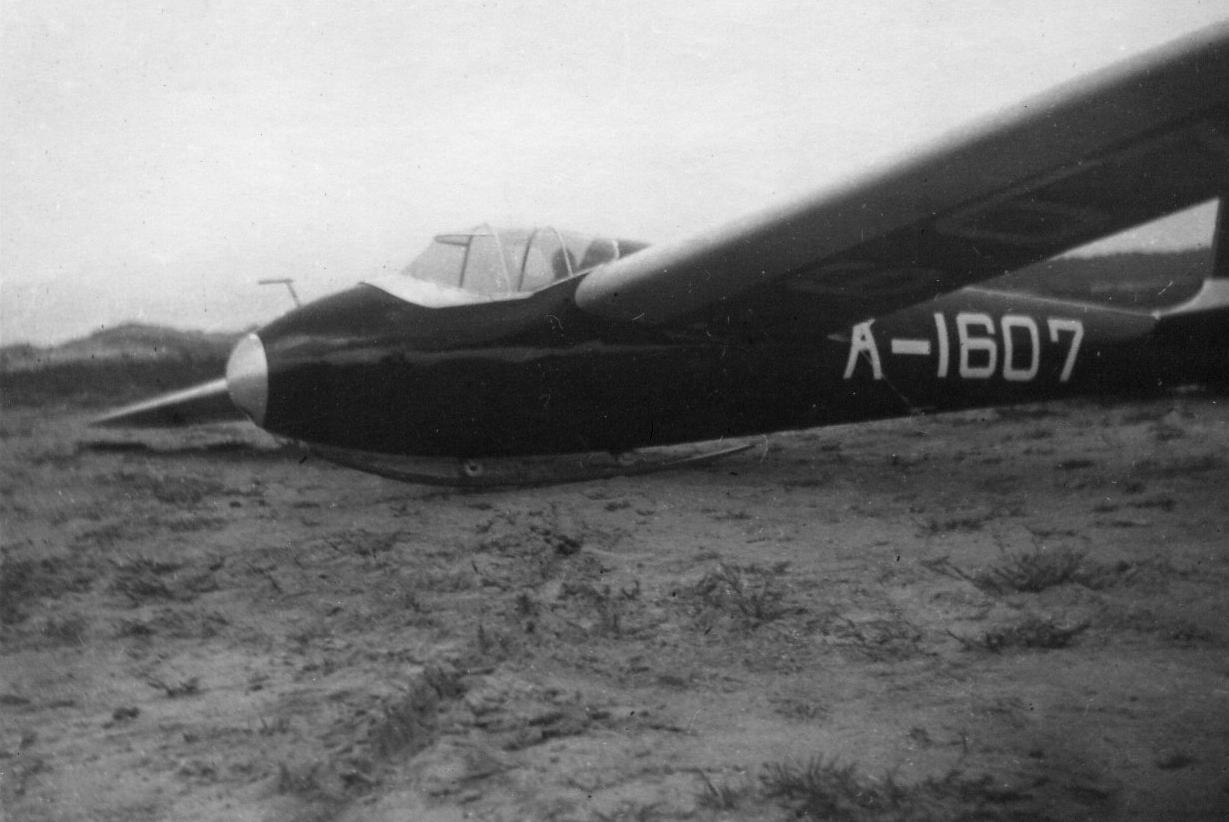
前田式703型姉妹機A-1607直翼

前田航研工業（福岡市六本松）制作、前田式703型（maeda703) 機体番号A-1606
1940年（昭和15年）に開催予定であった東京オリンピックの正式種目となったグライダー競技のため、ドイツ滑空DFS設計のオリンピア・マイゼをオリンピック採用の正式機体として図面を含め1機が輸入され、国内に於いて大日本飛行協会ほか5社により計6機が作られた。その後マイゼの製作に携われなかった前田航研工業によって九州帝国大学航空航学科の佐藤博指導のもと木村貫一、蔵原三吾らによってマイゼ号を超える機体をめざし703型が製作された。機体は3機作られ、1機はストレート翼、2機はガル翼であった。ストレート翼はガル翼に比較して軽量で有ったが記録挑戦の機体はガル翼が使用された。
- 総責任者：前田建一（前田航研工業）
- 滑空機デザイナー：木村貫一、蔵原三吾
- 工場長：木村清
- 制作大工：谷口次郎市
- 設計監修：佐藤博（九州帝国大学航空工学科教授）

### 応援・協力
陸軍大刀洗航空隊 先発隊として気象調査飛行等
旧三井郡草野町の上野久守町長始め町民と町をあげての支援があり、特に4月より国民学校となる最後の尋常小学校および高等科の男児約60名は、発航に失敗した1月25日に続き新記録が達成された2度めの発航の為、2月の寒さの中、計2回643mの山頂まで登山V字ゴム索曳航し発航の協力をした。

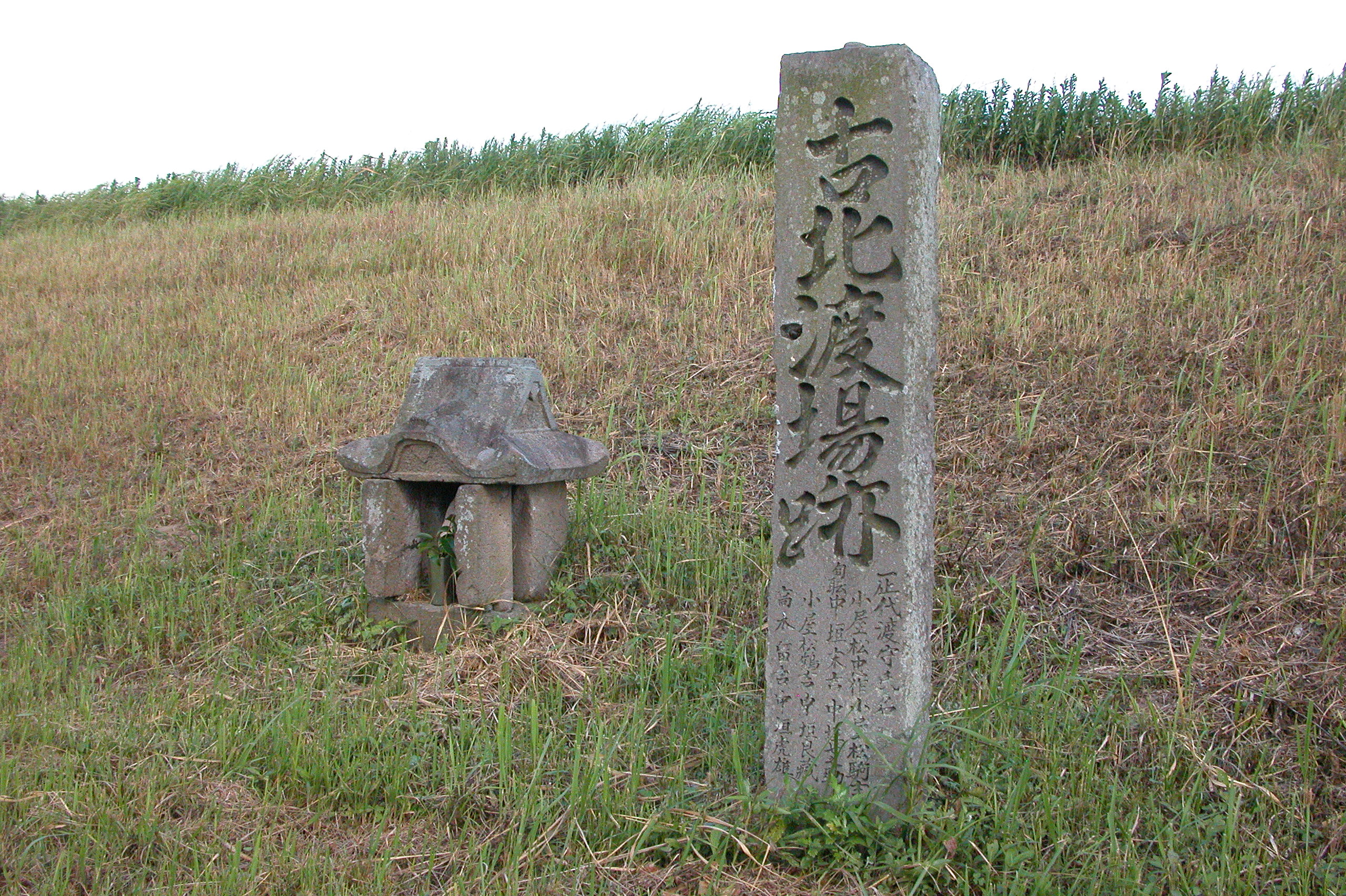
善導寺、古北の浜着陸地付近

### 古北の浜 着陸地点
現久留米市善導寺町太郎原近くの筑後川河畔の砂浜、当時の筑後川では砂の採取船や川船の行き交う綺麗な砂浜の続く河畔であった。(古北渡場跡の石碑が有る）北緯33°19′44″東経130°34′52″現況の、古北の浜、太朗原付近の着陸地点は河畔という条件で詳細は不明。
着陸に際して8日、月齢11.7ながら暈がかかった月明かりの中、着陸場が東に神代橋、西に高圧電線（この間2.5km）との中間地点に位置する条件のもと300メートルの高度で進入し曲技飛行の素養のある河辺は神代橋上空で進入速度を抑える手法として一回転の宙返りを行い高度を下げ、東の神代橋側より河畔の着陸場に右横滑りで着陸した。着陸後の機体には2月の上空の極寒が見て取れるように機体一面に薄氷が付着していた。

### 語り継がれる日本記録

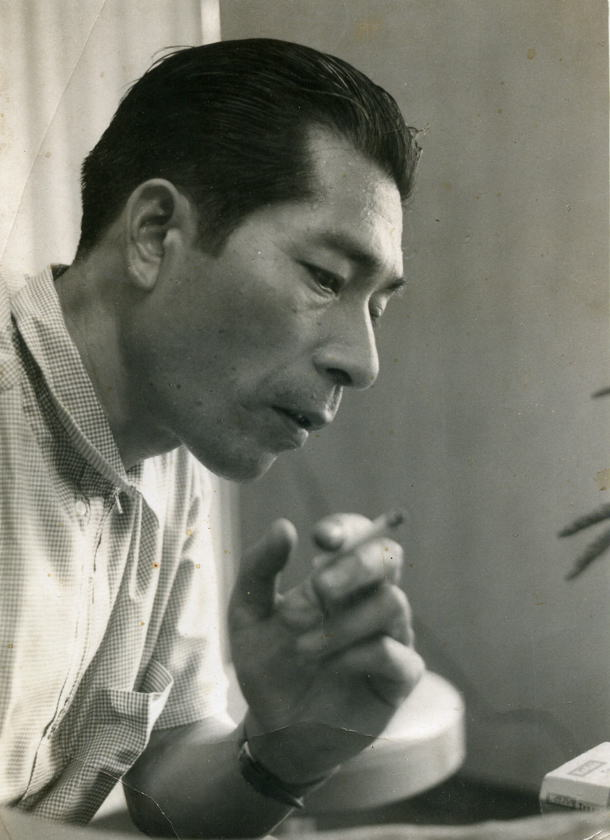
1960年頃の河辺忠夫

河辺忠夫は、自分の記録について戦中、戦後を通じてほとんど自ら語る事はなかったが、長男・新一の成長に連れ公認滑空機滞空日本新記録について少しずつ話し始めた。この事により河辺新一は滑空史に興味を持ち日本に於いて忘れられがちな滑空機について滑空史保存協会を立ち上げ、広く日本及び海外の滑空機の歴史、達成記録等を、研究し資料保存に傾注している。
河辺忠夫は幼い新一に（軍隊日記に書かれた絵を見せ記録達成当時の事を話してくれた）その事を印象深い思い出だと新一は語っている。
軍隊日記には、吹き流しの立つグライダー山の上空を飛んでいる前田式703型カモメ号の姿と、川上（右側）に大城橋、川下に神代橋が描かれ蛇行した川筋に着陸地点と思われる長方形の図がある、又右側に描かれた略図は草野町の地図で30名程になる大勢の記録挑戦におけるサポート隊員達の宿泊、入浴、食事、などで格別の世話になった草野町町長上野久守、金山試掘者小屋松千太郎、緒方菓子屋などの家の配置が描かれている。

## 戦後の滑空機との関わりとその後

### SM206号「舞鶴号」

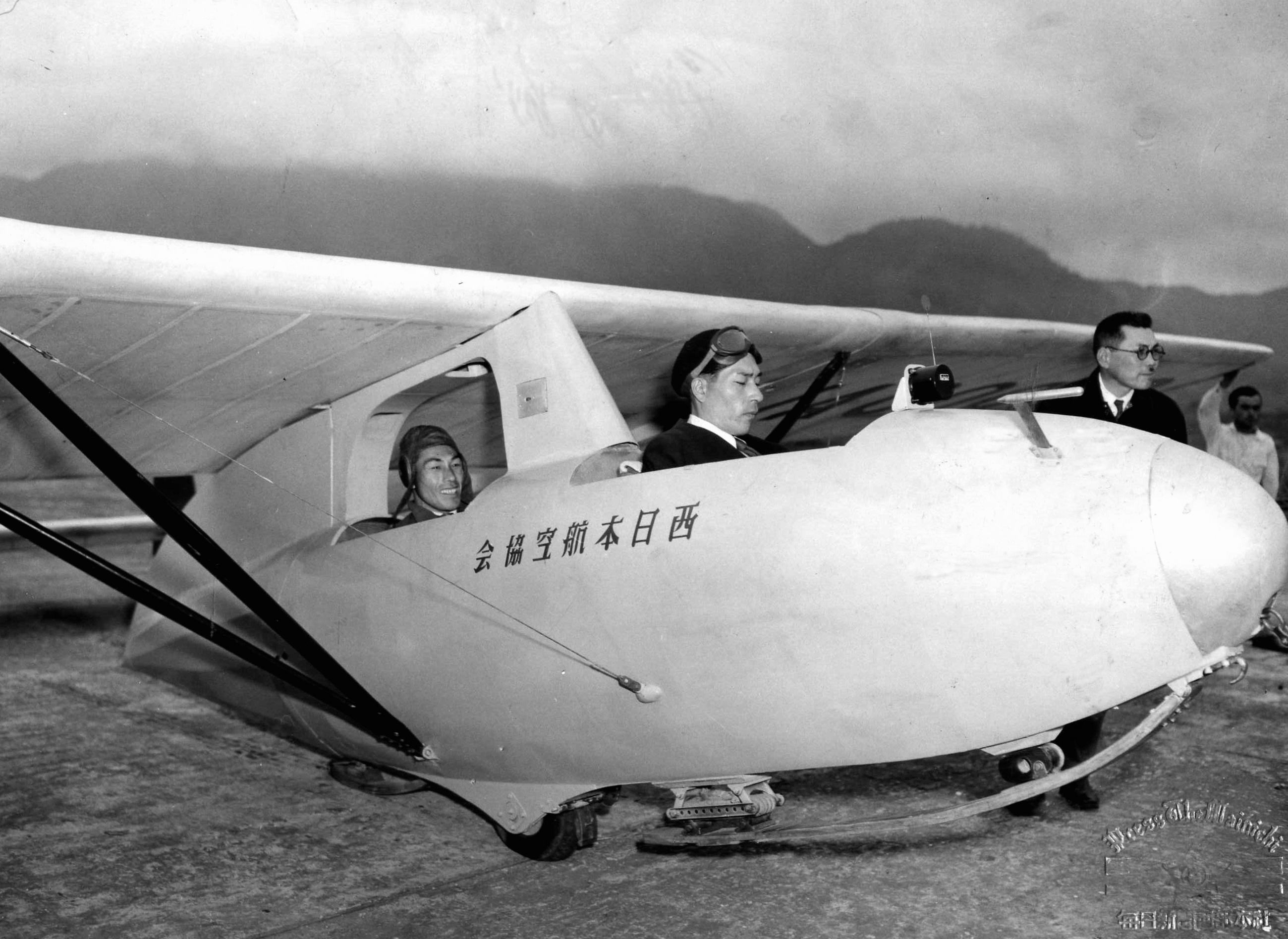
操縦席河辺忠夫同乗前田航研技師杉本

1951年（昭和26年）佐藤博九大教授、前田航研、前田建一、田中丸治広滑空士、河辺忠夫滑空士らは西日本航空航会を作り講和条約締結を予想しかねてよりの構想通り複座双胴のセコンダリー練習用滑空機の設計、製作に取りかかり資金難のなか完成予定を半年以上遅れて1952年（昭和27年）8月前田建一の糸島工場で完成した。

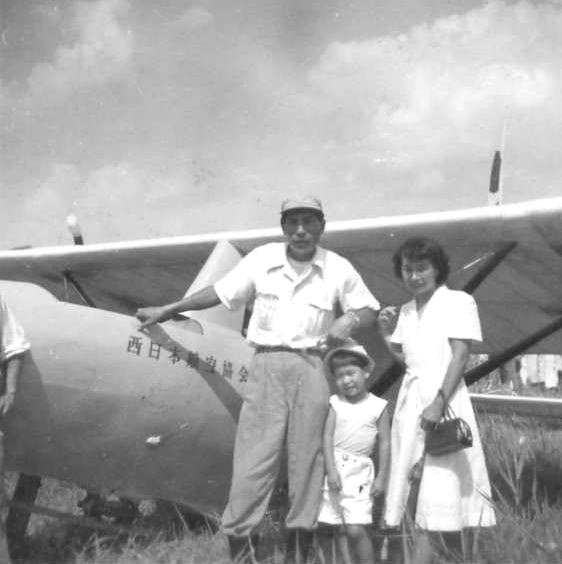
河辺忠夫、長男新一、妻海栄

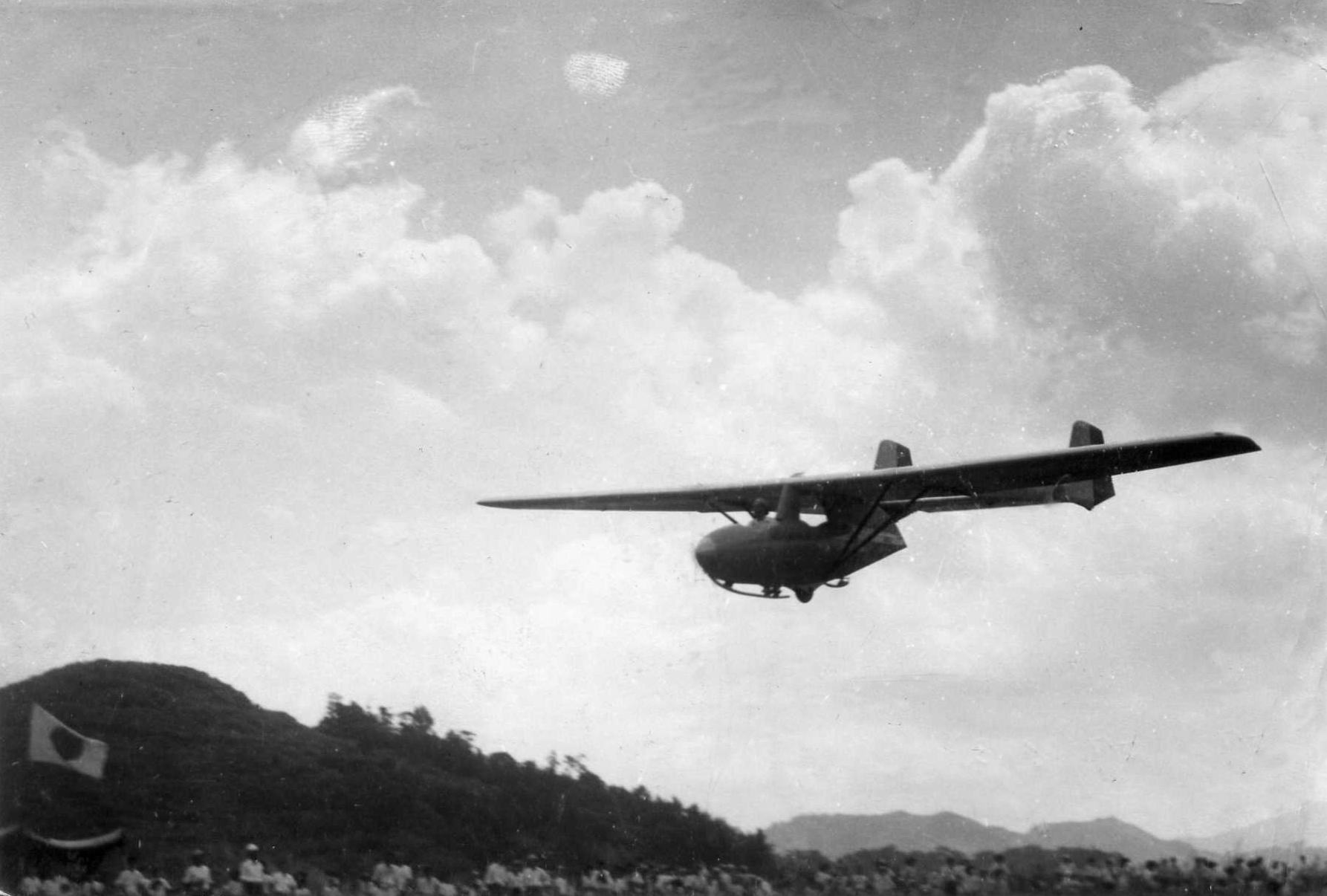
SM-206複座 セコンダリー・グライダ

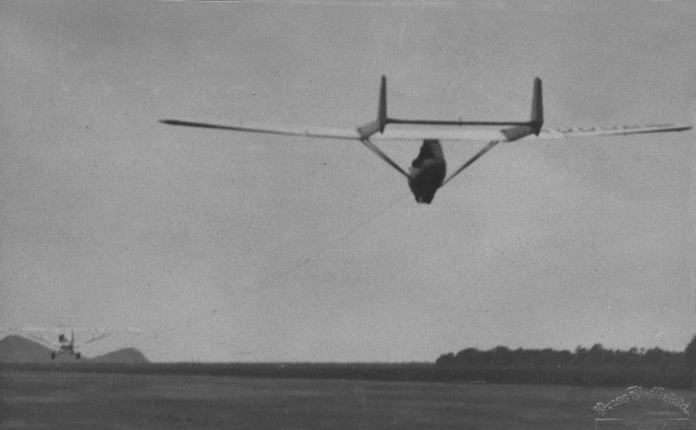
SM-206飛行機曳航、九州一周・空中列車

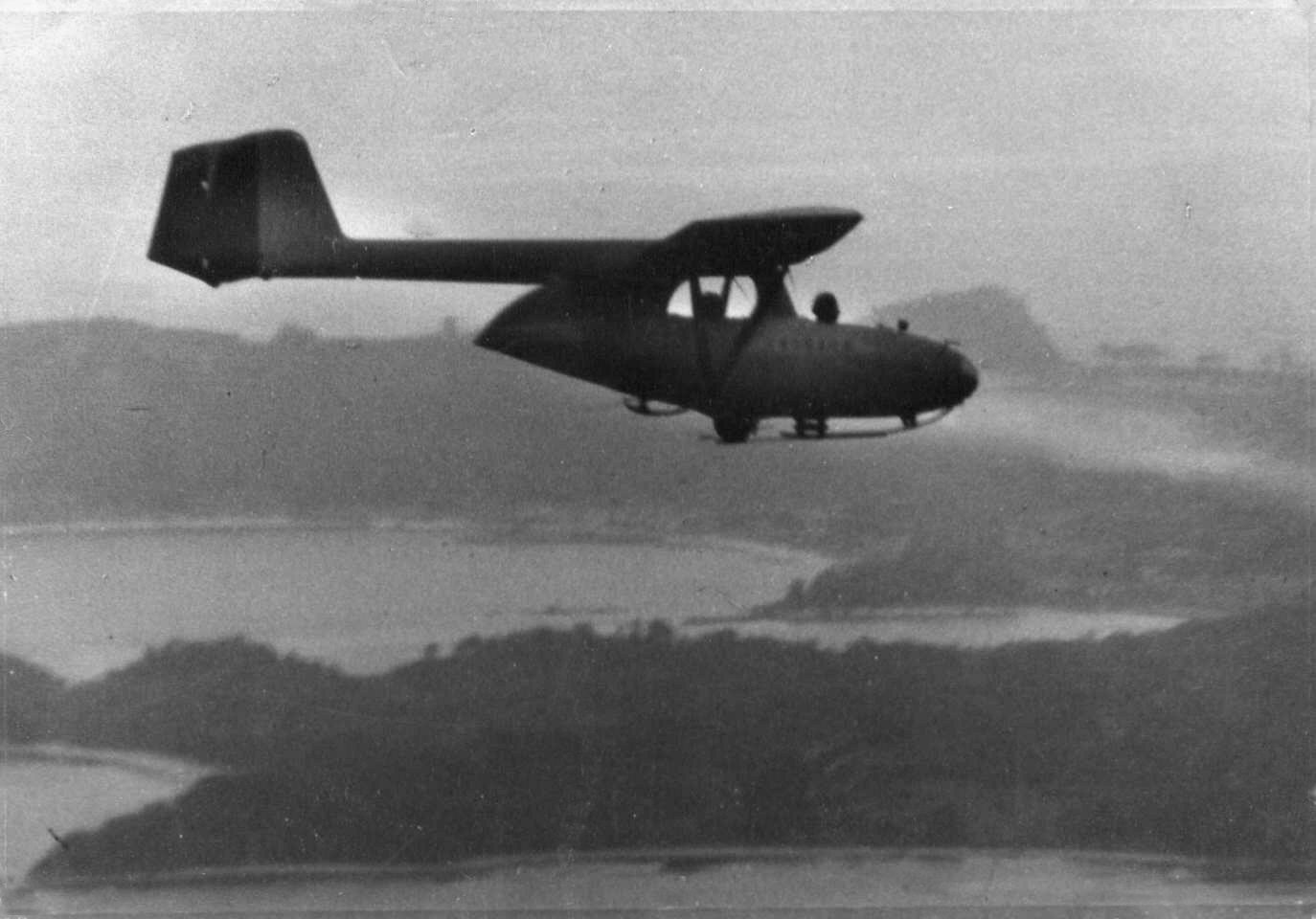
SM-206 長野峠より出発（1952年5月15日）

1号機はSM206号と名付けられ河辺は旧軍の元岡飛行場跡でゴム索曳航での試験飛行を順調に終えた。ゴム索発航より高度なウインチ発航による耐航試験合格のあと田中丸治広滑空士、河辺忠夫滑空士らは九州各地のデモンストレーション飛行を行い雷山、鏡山でも数時間に渡る飛翔を行った。昭和27年15日午後旧福岡県糸島郡長糸村、長野峠で初の山岳飛行を実施操縦者河辺忠夫滑空士滞空時間16分30秒の戦後最高滑空記録でした。
標高590mの長野山（通称肥前峠）から糸島村の蛇石部落道路上に着陸直線距離6km、実質飛行距離9kmでの記録だったが夏に藤沢飛行場で同じく河辺滑空士が作った7分の記録を抜く戦後最長の滑空記録だった。設計の佐藤博九大教授が聞書、『青山白雲』に望まれていた河辺や田中丸操縦士操縦の複座のSM206号に同乗され空の散歩を楽しまれた記述がある。又初めてとなる河辺操縦で飛行機引航による空中列車での九州一周は好評の内に成功させた。SM206号は平和の翼として報道され話題となり、夕刊フクニチの名前の公募で「舞鶴号」と名付けられた。前田建一は、舞鶴号の名前が決まったとき、「日野さんのとむらい合戦でかったようなもんですなぁ」といっているがこれは1911年（明治44年）当時日野熊蔵大尉が所沢より転属で福岡の箱崎海岸にあった練兵場で日野式単葉飛行機（舞鶴号）を製作試験飛行をしていた事を言っている。この時の舞鶴号は良く滑走したが大空へと舞い上がることは叶わなかった。
SM-206のSMは九大教授の佐藤博と前田航研の前田建一のイニシャルから付けられた登録機体番号JA-2006。

### 九州一周空中列車
『平和の空に送る毎日新聞西部本社印刷開始三十周年記念』で行われた『九州一周空中列車』は1952年（昭和27年）11月7日午前8時52分に小倉曽根飛行場より飛び立った。引航は、毎日新聞社機、パイパー カブ十八型操縦栗原機長、久米機関士同乗で100mの引航索でつながれたSM-206 (複座、双胴) セコンダリー機は純白の主翼、銀ねずみ色の主胴体、グリーンの双胴部で輝くばかりの出来映えだった。
- 初日（7日）は、北九州、小倉市曽根飛行場から→博多湾北東側から福岡市→糟屋郡宇美町→直方市→飯塚市→曽根飛行場
- 2日目（8日）は、小倉市曽根飛行場から→久留米市→佐賀市→大村福重飛行場→佐世保市→長崎市→大村福重飛行場
- 3日目（9日）は、大村飛行場→熊本市→熊本健軍飛行場→八代市→水俣市→阿久根市→川内市→鹿児島市→鹿屋飛行場
- 4日目（10日）は、鹿屋飛行場→都城市→宮崎市→赤江飛行場[4]
- 5日目（11日）は、赤江飛行場→延岡市→佐伯市→臼杵市→大分市→大分飛行場
- 6日目（12日）は、大分飛行場→別府市→中津市→小倉曽根飛行場（午後0時8分着陸）

日本製の複座のグライダーでの長距離引航は、戦前戦後を通じて初めての快挙だった

### 世界グライダー選手権大会

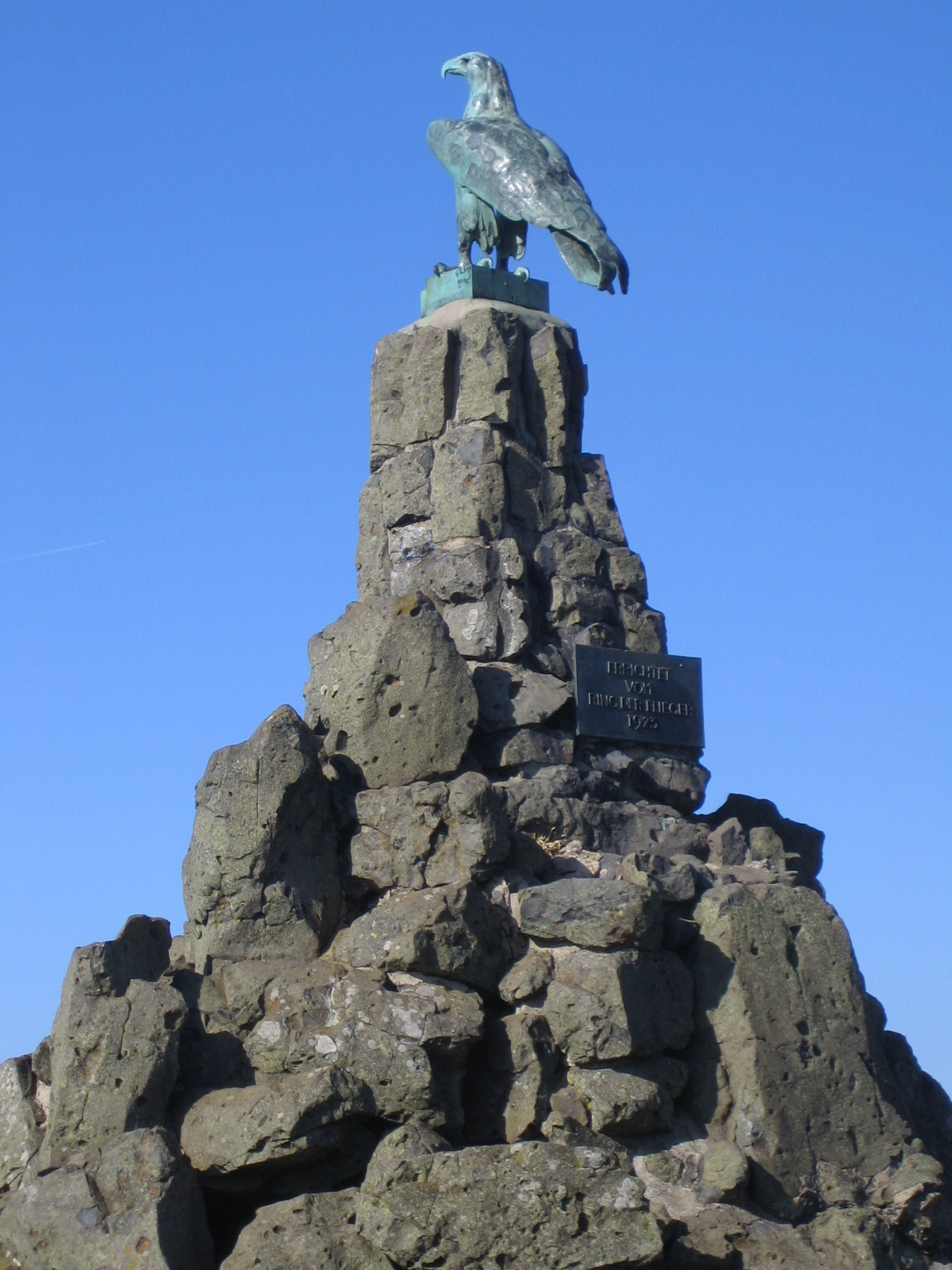
世界滑空選手権大会第1回開催1937年Wasserkuppe

この頃河辺は、第二次大戦の終了後に2年ごとに開かれる様になった滑空機のオリンピックとも言える世界グライダー選手権大会への参加を希望し準備を開始した。
ドイツは第二次世界大戦後3回目の大会であるスペイン大会から参加し「君や日本からの参加選手を探したが会うことは出来なかった是非次のオーストリアの大会には参加するように」との書簡が、西ドイツ航空協会長になっていた旧友ウオルフ・ヒルトより佐藤博九大教授宛に届けられていた。
占領下の日本は自由に空を飛ぶことが出来ず、航空再開はサンフランシスコ平和条約締結後の1952年4月28日に発効してからであった。世界グライダー選手権大会には何としても日本からの選手を送りたいと考える当時のグライダー界を代表する九州大学航空工学科教授佐藤博は、あらゆる方面に実現への働きかけをした。資金難もあったが国際航空連盟は滑空士の認定章である国際滑空記章を定め、銀章、金賞、ダイヤモンド章のうち銀章以上を参加要件としていたため出場出来る選手も居なかった。そのため1954年オーストラリア大会の参加は見送らざるを得なかった。河辺は、この状況を佐藤教授より知り是非とも出場したいとの希望を持った。

### 航空スタンドバー・リンドバーグ

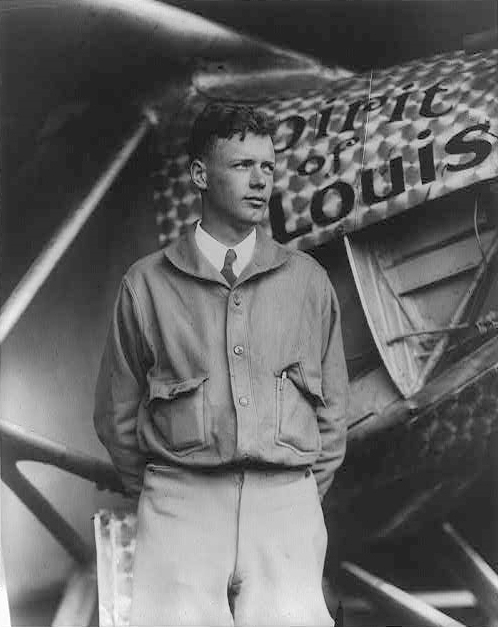
リンドバーグとセントルイス号

河辺は1962年にアルゼンチンで開催される世界グライダー選手権大会出場をめざしたが、滑空機機体製作、参加費用共に自費との条件だったので資金の調達に奔走することとなった。有力なスポンサーが見つからないままサントリー・ビールをスポンサーに福岡・東中州に河辺の敬愛するチャールズ・リンドバーグにちなみ「航空スタンドバー・リンドバーグ」を開店した。店は博多の歓楽街東中州永楽町で入り口にオットー・リリエンタールの大きなグライダーの絵の看板が掛けられ中にはいるとビルー瓶で形作られた星型発動機のオブゼ、カウンターには飛行機の彫刻、飾られた絵は、村上松次郎作による『隼』と航空機にこだわった店作りであった。店を切り盛りしたのは河辺忠夫夫人の海栄で、雑誌『航空情報』1960年（昭和35年）12月号の取材に次のように話した。
主人は何とかして自家用ソアラーをつくり、それに乗って世界滑空選手権大会に出たいと、それがただ一つの夢で、このバーを開いたのもそのためなんです。わたくしも、ゼヒ何とかしてやりたくて、こうして慣れない仕事を・・・・」
夫婦共に力を合わせて資金集めに奮闘するが、滑空機の製作に必要な資金は得られなかった。

### バッティング・トスマシーンの開発
その後の河辺は、全く違う分野で才能を発揮し始めた。きっかけはリンドバーグの店がもたらした。店に客として来ていたプロ野球西鉄ライオンズの坂上惇投手との話の中で打撃練習に2軍投手を使っているが良い球を投げないので満足に打撃練習が出来ないので困る、何か良い知恵は無いかと相談を持ちかけたのが始まりだった。河辺は、機械で投げさせればよいと答えたが、この時の河辺は野球を全く知らず投球に直球のほかにカーブ・フォークなどの変化球が有る事も知らなかった。変化球の説明を受け、「ボールが変化するのは空気の存在です、任せて下さい」と滑空士の経験と、誇りを胸に開発に取りかかった。開発は、打撃と捕手の練習が出来るピッチング・マシーンで始まったが軟球しか使用出来ず米国の特許の壁もあり納得いく製品にならなかった。
そこで、方向変換し安全に公式硬球を打撃練習できるバッティング・トスマシーン開発へと変わっていった。こうして製品化されたのが業界初となる「ベンブロー・トスバッティングマシーン」だった。
コンパクトに作られ打撃練習者とマシーンとの最長での距離も2m程と近く、手軽に本格的な硬球の打撃練習が広い場所をとらないで出来るマシーンは、プロ野球から社会人野球、高校、中学まで硬球を使用する野球チームに使われた。マシーンは、野球の現場だけでなくそのコンパクトで場所を取らない点で思わぬ所へ使用が広がっていった。リゾートの観光ホテル、観光船、連絡船、の娯楽室などで娯楽のための使用が増えてきた。
更に予想を超える所から注文が寄せられた。それはアメリカ軍からで、兵士の娯楽のため大量のマシーンが軍用艦、輸送艦、客船にと積み込まれたり多数の米軍基地でも板付や佐世保の米軍基地より納入発送され使用された。この後、世界グライダー選手権大会の出場は事実上あきらめアイデアを駆使したゴルフ、テニス、卓球などスポーツ器具の開発とオートバイ、マイゼ号（滑空機オリンピ・アマイゼから命名）の生産、販売などに続くユニークなへ事業へと進んで行った。